# 2000年の文学
2000年の文学（2000ねんのぶんがく）は、2000年（平成12年）の文学についてまとめた記事である。

## できごと
- 1月4日 - 三島由紀夫が決起の際に、残された楯の会会員・本多清（旧姓・倉持）に宛てた遺書が新聞各紙に公開される[1]。
- 1月14日 - 第122回芥川龍之介賞・直木三十五賞（1999年下半期）の選考委員会開催。
- 2月21日 - 大平光代の 『だから、あなたも生きぬいて』（講談社）が発売される[2]。同書はトーハン発表の「2000年年間ベストセラー」総合1位を記録した[3]。
- 7月27日 - 三島家に保存されていた三島由紀夫の少年期の詩のノート15冊が、平岡威一郎より新潮社編集部に託される（詩ノートは9月4日に朝日新聞で紹介）[4]。
- 11月1日 - 『決定版 三島由紀夫全集』〈全42巻＋補巻1、別巻1〉が新潮社より刊行開始される（2006年4月まで）[5]。

## 賞

### 芥川賞・直木賞
第122回（1999年下半期）
- 芥川賞 - 玄月『蔭の棲みか』、藤野千夜『夏の約束』
- 直木賞 - なかにし礼『長崎ぶらぶら節』

第123回（2000年上半期）
- 芥川賞 - 町田康『きれぎれ』、松浦寿輝『花腐し』
- 直木賞 - 船戸与一『虹の谷の五月』、金城一紀『GO』

### その他の賞
- 谷崎潤一郎賞（第36回） - 辻原登『遊動亭円木』、村上龍『共生虫』
- 泉鏡花文学賞（第28回） - 多和田葉子『ヒナギクのお茶の場合』

## 2000年の本

### 小説
- 赤坂真理 『ミューズ』（文藝春秋）
- 池澤夏樹 『すばらしい新世界』（中央公論新社）
- 伊坂幸太郎 『オーデュボンの祈り』（新潮社）
- 石牟礼道子 『潮の呼ぶ声』（毎日新聞社）
- 宇江佐真理 『雷桜』（角川書店）
- 金井美恵子 『彼女（たち）について私の知っている二、三の事柄』（朝日新聞社）
- 田口ランディ 『コンセント』（幻冬舎）
- 多和田葉子 『ヒナギクのお茶の場合』（新潮社）
- 津島佑子 『笑いオオカミ』（新潮社）
- 猫田道子 『うわさのベーコン』（太田出版）
- 野沢尚 『深紅』（講談社）
- 林京子 『長い時間をかけた人間の経験』（講談社）
- 藤野千夜 『夏の約束』（講談社）
- 松浦理英子 『裏ヴァージョン』（筑摩書房）
- 村上春樹 『神の子どもたちはみな踊る』（新潮社）
- 山本文緒 『プラナリア』（文藝春秋）
- 吉本ばなな 『不倫と南米』（幻冬舎）

### その他
- いしかわじゅん 『鉄槌!』（角川書店）
- 江川紹子 『魂の虜囚 オウム事件はなぜ起きたか』（中央公論新社）
- 大平光代 『だから、あなたも生きぬいて』（講談社）
- 川島幸希 『英語教師 夏目漱石』（新潮選書）
- 岸本佐知子 『気になる部分』（白水社）
- 富岡多恵子 『釋迢空ノート』（岩波書店）
- 原武史 『大正天皇』（朝日新聞社）
- 丸谷才一 『闊歩する漱石』（講談社）
- 三島由紀夫 『三島由紀夫詩集』（山中湖文学の森 三島由紀夫文学館）
- 村上春樹、柴田元幸 『翻訳夜話』（文春新書）
- 村上春樹、ティム・オブライエンほか 『月曜日は最悪だとみんなは言うけれど』（中央公論新社）

## 死去
- 1月19日 - 牧羊子、大阪府出身の詩人・随筆家。開高健の妻。76歳没。
- 1月27日 - 大原富枝、高知県出身の小説家。87歳没。
- 1月29日 - 乾信一郎、米国シアトル出身の小説家、翻訳家。93歳没。
- 2月12日 - チャールズ・M・シュルツ、米国の漫画家。77歳没。
- 2月26日 - 田中小実昌、日本の小説家。74歳没。
- 3月10日 - ジョン・スラデック、米国の小説家。62歳没。
- 3月27日 - 河盛好蔵、大阪府出身のフランス文学者。97歳没。
- 4月22日 - 永川玲二、日本の英米文学者・翻訳家。72歳没。
- 4月28日 - ペネロピ・フィッツジェラルド、イギリスの小説家。1979年にブッカー賞を受賞した。83歳没。
- 5月21日 - バーバラ・カートランド、イギリスの小説家。98歳没。
- 9月2日 - カート・シオドマク、ドイツ出身のユダヤ系の小説家・脚本家。98歳没。
- 9月28日 - 曽根元吉、日本の翻訳家・編集者。87歳没。
- 12月19日 - 如月小春、東京都出身の劇作家。44歳没。
- 12月20日 - 江崎俊平、福岡県出身の小説家。74歳没。
- 12月28日 - 斎藤十一、日本の編集者、実業家。86歳没。